# 劉德華
劉德華，SBS，MH，JP（1961年9月27日—），香港男演員、歌手、填詞人、監製及出品人，1990年代獲封為香港樂壇「四大天王」之一，也是健力士世界紀錄大全中獲獎最多的香港歌手；在影視方面，他三次獲得香港電影金像獎最佳男主角奬，兩次獲得金馬獎最佳男主角奬，至今参演電影超過170部。劉德華是天幕公司和映藝集團的創建者，作為投資人與監制已參與製作了30多部華語電影。除此之外，劉德華是四川省川剧学校客座教授。
1999年，劉德華獲得「香港十大傑出青年」的榮譽，2000年11月，順利榮登「世界十大傑出青年」，成為獲此殊榮的少數幾位香港藝人。2006年7月7日，香港演藝學院因他“是香港最受尊重和喜愛的演藝名人之一，對香港電影及音樂貢獻良多。其嚴謹專業的工作態度，足以成為年輕人的典範”，为了“表彰他在表演藝術方面的成就”而授予刘德华榮譽院士稱號，他也因此成为少数几位獲此榮譽的香港艺人之一。2024年1月30日，当选中国电影家协会第十一届副主席。
劉德華篤信佛教，法號“慧果”，熱心公益，時常參與慈善活動。2008年，劉德華獲香港特別行政區政府委任為太平紳士，2010年4月23日，劉德華獲任中國殘疾人福利基金會理事並擔任副理事長。2010年5月2日，劉德華獲頒第十二屆「世界傑出華人獎」同時獲頒授加拿大紐賓士域藍仕橋大學榮譽博士學位。2013年12月8日，他又当选香港残疾人奥委会暨伤残人士体育协会副会长。2017年12月，他因演艺事业和公益事务上的成就被香港树仁大学授予荣誉文学博士学位。2018年6月，受邀加入美国电影艺术与科学学会成为會員。2023年，获得多伦多国际影展授予的“特别贡献奖”。

## 早年生平
劉德華出生於香港新界大埔泰亨村（舊稱菜坑村），籍貫廣東新會縣荷塘鎮（今江門市）。祖父在當時算是大地主（鄉村、農地）。另外，他在家中亦有三姊、一妹和一弟（劉德盛），自己在家中排行第四。其父劉禮年輕時為启德机场的消防員。
劉德華五歲多時由於任職駐守機場消防員的父親希望他能入讀英文小學而隨家人離開了農村，全家後來搬到了九龍鑽石山大磡村（曾就讀村裡的大磡村街坊福利會小學）。鑽石山為貧民區，多是木屋，容易發生火災。劉家的木屋在劉德華十一歲时被大火燒毀，家人因此住在寮屋一年，家人後來再搬到藍田邨第十五座。在劉德華五、六歲時，父親還開了一間名叫「得勝士多」的小吃雜貨店以賺錢維持家用；劉德華與姐姐們則經常擔任店裡的幫工一起幹活，當時負責寫菜名的他為日後寫下一手好的毛筆字奠定了基礎。離店不遠處有一家「堅城片場」，往片場送外賣的他也能常見到曹達華、石堅、馮寶寶等當紅演員拍戲時的模樣。因為父親嗜吃叉燒，後來劉德華更把藍田邨十五座地下的「華東燒臘」買下來送予父親，后来他和父母都住在加多利山大宅，而其大姊一家則住在大圍新翠邨公屋。
劉德華，出生時取名「德華」，在就學階段曾取學名為「福榮」，劉福榮只是学名而非本名，「劉德華」就是本名，他本人在《鲁豫有约》、《康熙来了》中曾親口公開澄清此事。
劉德華在黃大仙天主教小學畢業後，升讀位於新蒲崗的英文中學可立中學。升讀可立之後，劉德華於就讀中一級時曾因英文科成績差而留級一年，經補習後繼續升班。與校內要好的同學走在一起，還自號「可立七俠」，同時，他參加校外中小學跳彈床公開比賽。亦熱心參加校內外學校劇社的表演，參與幕後製作負責編劇，而教授他有關戲劇方面知識的地理科老師，就是後來的著名舞台劇編劇杜國威。劉德華在中五會考獲得1B3D2E（中文讀本A）的成績，中六上學期後，到香港電視廣播有限公司（TVB）的藝員訓練班受訓。此前他在中學階段開始到慈雲山踢足球，與黃日華識於微時；當時劉擔任守門員，黃擔任前線球員。

## 影视事业

### 无綫及影坛初期
1980年劉德華為了想當導演而入讀第10期無綫電視藝員訓練班，著名的同期同学有吳家麗、梁家輝、戚美珍、張之亮、徐錦江等，1981年畢業後任無綫電視台演员。在香港電台電視部製作的電視單元劇《香港香港8：江湖再見》裡首次演出。其後在李添勝監製的时装警匪電視劇《獵鷹》裡首度擔演男主角饰演一名投身警界的青年警察而開始走紅。
1983年受TVB力捧，與黃日華、梁朝偉、苗僑偉和湯鎮業組成「無綫五虎將」，相继出演了1983年萧笙监制、与陈玉莲合作的50集武侠剧《神鵰俠侶》。1984年李添胜监制、与梁朝伟合作的《鹿鼎記》等多部很受歡迎的無綫劇集，其中在片中饰演杨过的《神鵰俠侶》不仅是劉德華最为重要的電視劇代表作，其人气甚至让他成为电影投资方，导演等重用的新晋，奠定他往影坛发展基础。1999年该剧为刘德华赢得TVB无线千禧“我最难忘的男主角”荣誉，而且還被金庸先生於2003年選為他最滿意的根據其小說改編成的兩部電視劇之一（另外一部是1976年鄭少秋主演《书剑恩仇录》）。
劉德華于1982年開始參演電影，首部作品是吳小雲執導的《彩雲曲》，其中刘的戏份比较少。第一部参演的重要电影作品是1982年許鞍華執導的表现越南战后普通人生活和移民香港题材的《投奔怒海》，獲得第二屆香港電影金像獎最佳新演員提名，不过败于以同一电影提名的女演员马斯晨。1983年霍耀良执导的《毁灭号地车》是刘德华首部担纲男主角的电影。
1985年吴思远执导、劉德華与葉德嫻主演的法庭劇情片《法外情》是劉德華早期主演電影中的一部重要代表作。劉在片中扮演一位年輕的律師在法庭上唇槍舌戰的表现不俗，而法庭外与身世有关的感情戲則比较賺人眼淚。《法外情》的成功促使主创们后来又拍摄了两部续集《法内情》和《法内情大结局》。另外，这时期刘跟洪金宝等人合作的群星动作片《最佳福星》，以及与周润发合作的江湖片《江湖情》都取得了良好的票房成绩。

### 高产阶段
1988年至1992年是刘德华拍片量最多的时期，这五年他参演了超过50部作品。其中演出最多最成功的类型是黑社會江湖片，并塑造了多个成长于草根、身在江湖卻有情有義英雄未泯、卻以悲剧收場的「情深爛仔」、「良心古惑仔」与「悲剧英雄」角色，深深影響當時的年輕人。1988年他与张曼玉和张学友合作王家卫的导演处女作《旺角卡門》，塑造了一个重情重义的江湖混混华仔形象，使其首次獲得香港電影金像獎最佳男主角提名，该片也为刘赢得首座表演奖杯——台湾金龙表演艺术奖最佳演员奖；1989年由向华胜、王晶联合执导，刘与谭咏麟合作的黑帮賭片《至尊無上》票房达2300多万港币，是为数不多的讲述兄弟情义的港产赌片。1990年他与吴蒨莲在陈木胜的导演处女作《天若有情》中，演绎了小混混华Dee与千金小姐JOJO之间一段刻骨铭心的浪漫生死恋，感动了华语地区及韩国等地许多观众，本片的成功也导致后来他与吴蒨莲在杜琪峰执导的1991年作品《至尊无上II之永霸天下》和1996年作品《天若有情III之烽火佳人》中合演情侣。该时期他主演的其他主要古惑仔电影还有《同根生》、《飈城》、《狱中龙》等。
而劉德華亦憑藉其出众的偶像外型拍攝了大量的商业片，其中與著名導演王晶合作的次數最多，双方合作最具代表性的作品有以《最佳損友》系列、《精装追女仔II》、《與龍共舞》为代表的愛情喜劇片，劉德華在其中表现了喜劇表演才能，票房成绩也不俗；他与王晶合作的另一類主要电影是赌博片，如1989年与周润发合作的《賭神》，1990年与周星驰合作的《賭神》续集《賭俠》，都成为当时非常卖座的商业类型片，这些作品使得劉德華的「賭俠」与周潤發的「賭神」和周星馳的「賭聖」并列為港產賭片的三大代表角色。90年代後期刘与王晶又合作了两部以King哥为主角的续集《賭俠1999》和《賭俠大戰拉斯維加斯》，分别于1998年与1999年上映。
此外，该时期比较知名的作品还有《九一神雕侠侣》和《五亿探长雷洛传》。1991年的《九一神雕侠侣》是刘德华成立的天幕制作有限公司拍摄的首部作品，是他与梅艳芳等人合作的一部现代奇幻浪漫动作片，收获了良好的反响和票房。同年分为两部先后上映的《五亿探长雷洛传》由刘国昌执导，是一部改编自真人故事的传记片，刻画了一个香港警察雷洛在腐败横行的法治乱世中成长为巨贪枭雄的兴衰成败史，两部累计票房5300万，刘德华也凭借雷洛一角获得第11届香港电影金像奖最佳男主角提名。《雷洛傳》的成功使劉德華又接拍了表現澳門賭王傳記題材的《賭城大亨》系列，也分成两部于1992年先后上映，獲得不錯反響。不过，高产时期的刘德华也往往被认为“处理性格和情感没有深度，角色类型化”，影评人张伟雄说：“他喜欢在镜头里玩形态，玩火机，玩枪，玩小动作，连发型都不能改。可以说，他是同一时期一直演两种角色而已，路数甚窄。多产期还造就了刘德华在表演上的另一个大特点，就是模仿。”

### 港产黄金时代
尽管香港电影业自1990年代中期已进入了产量锐减和票房下降的衰退阶段，不过刘德华的电影事业却一直在进步，佳作不断。
1993年刘镇伟执导的《天长地久》是天幕公司拍摄的一部浪漫剧情片，刘德华与刘锦玲和吴家丽合作诠释了一段演艺圈里的悲剧爱情故事，其缠绵悱恻的味道成为刘德华电影生涯为数不多的一部文艺片。1994年刘德华投资的《天与地》在内地取景拍摄，讲述民国时期禁毒专员张一鹏到上海打击毒枭的故事，结局设计使得本片充满了悲剧色彩和批判意味。
1995年与梁咏琪合作主演尔冬升执导的賽車励志片《烈火戰車》，片中其对阿祖叛逆、倔强和执著的心理刻画和多重情感纠葛的演繹讓劉德華獲得了第三次金像獎最佳男主角提名。同年主演林岭东导演的《大冒險家》在菲律宾、香港和美国三地拍摄，它在大型枪战爆炸场面上的制作上比较精良。90年代后期由于刘德华的天幕公司已累计亏损4000万，刘德华于是向向华强夫妇求助，并连续跟向氏的永盛公司和中国星集团合作，拍摄了《新上海灘》、《天地雄心》、《龙在江湖》、《赌侠1999》、《黑马王子》、《赌侠大战拉斯维加斯》等许多卖座商业片，这些作品都进入了香港年度票房前十。其中在1996年潘文杰执导的《新上海灘》中演绎了一个从低层奋斗慢慢崛起最终遇害的黑帮大哥丁力新形象。1998年与梁咏琪主演黑帮电影《龍在江湖》，其饰演的黑帮成员韦吉祥悲剧结局颠覆了导演王晶一贯的歡樂风格。这一时期已进入中年阶段的刘德华在《烈火戰車》、《龙在江湖》和《赌侠1999》等片中的演绎突破了他以往塑造的年轻黑帮英雄形象，成为“反英雄”角色的代表。
从1999年杜琪峰执导的《暗戰》开始，刘德华摆脱了过去比较偶像化的演绎方法，不断深入角色性格与内心成功实现转型，塑造了许多不同身份与个性的角色，如《暗戰》裡身患绝症、与谈判专家斗智斗勇、为父报仇、亦正亦邪的華，《孤男寡女》中的销售部門經理華少，《阿虎》中悲情的拳擊手孟虎，《瘦身男女》裡贪吃又坚持自我牺牲的肥佬，《無間道》和《終極無間》中在警局里任高级督察的黑幫臥底劉健明，以及《大隻佬》中经过多重考验后终于看透因果真谛的了因和尚等。这一連串作品不僅在票房和口碑上贏得佳績，亦獲第19屆到23屆连续五屆的香港電影金像獎最佳男主角提名，其中凭借《暗戰》和《大隻佬》兩度得獎，並入圍第38屆、40屆和41屆金馬獎最佳男主角，以《無間道III》獲獎。此外，《阿虎》为他赢得第六届香港电影金紫荆奖最佳男主角奖，《大隻佬》赢得第十届香港电影评论学会大奖最佳男演员和第四届华语电影传媒大奖最佳男主角奖，《孤男寡女》、《瘦身男女》和《大只佬》为刘赢得三次演艺动力大奖最突出电影男演员称号。而《孤男寡女》、《瘦身男女》和《無間道》的大卖不仅巩固了刘德华的票房巨星地位，亦使得他与郑秀文成为当时很受欢迎的一对银幕情侣，而杜琪峰与刘德华和郑秀文三人也有了“铁三角”之称。因此1999年至2004年是劉德華港产片时代的一段顛峰時期。
2005年在陈德森执导的奇幻悲剧電影《童夢奇緣》中，刘克服挑战借化妆技术呈现了巨大年龄跨度的演出，他的表现不仅成为該片的最大看点，其光仔一角又獲金像獎最佳男主角提名。2006年參演爾冬陞執導的毒品题材的警匪片《門徒》，在片中他将一位复杂个性之毒梟刻畫得逼真到位，并以此片赢得一座金像獎男配角獎。2007年，刘德华因其自1997年以来对香港电影的贡献而与著名监制江志强一同获得香港电台主办、香港电影金像奖协办的香港特区十周年电影选举杰出成就奖。

### 合拍片时代

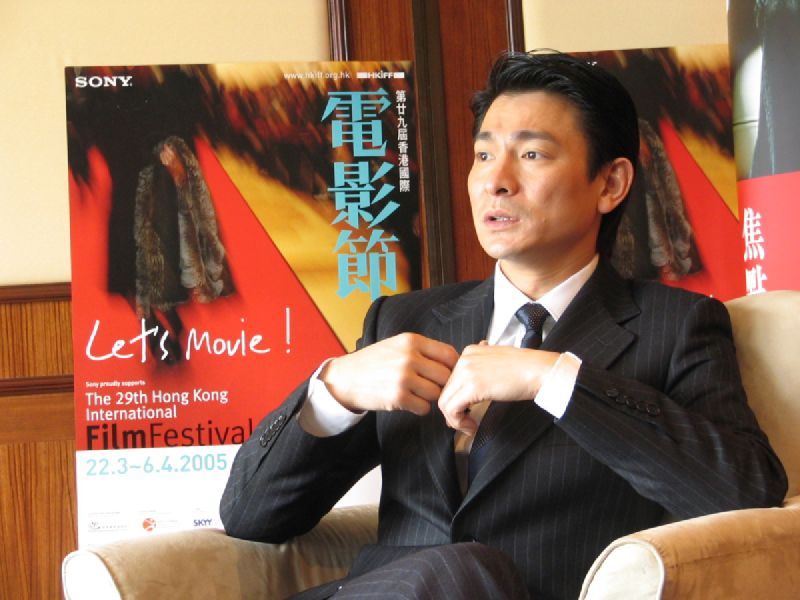
2005年香港国际电影节上接受访问

隨著2003年以來香港與內地的電影合作不断加深，劉德華也經常在合拍片中擔任主角。2004年，先與中國著名導演張藝謀合作武俠片《十面埋伏》，该片获得了良好的国际票房与西方的好评；接著又與著名商业導演馮小剛合作犯罪剧情片《天下無賊》，被陈可辛称赞道成功演绎了一位颇有说服力的大陆人形象，获得第五届华语电影传媒大奖最佳男主角提名以及香港电影金紫荆奖最佳男主角提名。2005年香港电影评论学会副会长登徒认为“刘德华应该算第一个在内地发展得很好的香港明星，他能找到与国内电影工作者合作的方法。”
2006年主演了香港文藝導演張之亮執導的中日韓合拍古裝战争片《墨攻》，其饰演的主张“兼爱非攻”的墨家使者革離一角獲得2007年亞洲電影大獎最佳男演員提名以及香港电影金紫荆奖最佳男主角提名。2007年劉德華与李连杰、金城武合作陳可辛執導的古装战争巨制《投名狀》，以片中粗犷直性、命运悲惨的草莽兄弟趙二虎一角獲得第十次香港金像獎最佳男主角提名。2008年在李仁港导演的古装动作片《三国之见龙卸甲》中展现了青年与老年两个阶段、胸怀壮志且表现勇猛的三国英雄人物赵子龙，成为刘德华本人比较满意的一个银幕角色。2010年在徐克武俠回歸之作《狄仁傑之通天帝國》中，劉德華塑造了一个有勇有谋的大唐神探狄仁傑新形象，作为主演亦参与角逐第67届威尼斯国际电影节最佳男演员奖项，該片也獲得了“目前最接近好萊塢標準的華語類型片”的史詩娛樂巨制的讚譽。
2011年劉德華投資並与叶德娴合作主演许鞍华执导的剧情片《桃姐》，在这部根據真人真事改編而成的老人题材的作品中了他饰演了一位很有生活质感的普通人，極具說服力的內斂演出讓他先后在第48屆金馬獎和第31屆香港電影金像獎上稱帝。2012年10月他被金马奖执委会委任为第49届金马奖评审团主席。2013年又受邀担任第七届亚洲电影大奖评审团主席。
时隔多年之后，他再次与杜琪峰和郑秀文合作，在2013年推理喜剧片《盲探》中首次演绎了一位盲人侦探角色莊士敦，该片为他赢得2013年西班牙锡切斯电影节最佳男主角奖，是刘德华赢得的首个国际影展影帝殊荣。值得一提的是，《盲探》是他自2005年以来所主演的唯一一部纯港产片。同年12月上映的《风暴》由刘德华与江志强联合投资并监制，为袁锦麟编导、刘与林家栋主演的一部港产警匪片，他坚持亲自完成大量高难度动作戏，其火爆场面被认为可媲美同类型好莱坞电影，而刘演绎的警官吕明哲集人性冲突和善恶于一身，被一些影评人认为是一个突破。
2015年刘德华在华谊兄弟出品、改编自真人真事、中国女编剧兼作家彭三源编导的电影处女作《失孤》中演绎一名坚持寻子十多年的中国底层农民雷泽宽，他的表演成为该片最大的看点，其颠覆性的演出获得普遍肯定，获得第30届金鸡奖最佳男主角提名和第35屆香港電影金像獎最佳男主角提名，赢得第16届华表奖优秀男演员奖。9月上映丁晟编导的中国警匪片《解救吾先生》也同样取材自真实事件，他饰演一名被劫匪绑架后冷静求生的香港影星吾先生，获得第2届丝绸之路国际电影节最佳男演员奖。同年参演张艺谋执导的中美合拍3D魔幻动作巨制《长城》，2016年12月在中国上映。
2017年刘德华监制并主演邱礼涛编导的大制作港产警匪片《拆弹专家》，演绎了一位不畏悍匪、忠于职责、敢于牺牲的英雄警察，获得第37屆香港電影金像獎最佳男主角提名，赢得首届最港電影大獎最港男演员奖。同年与甄子丹合作在王晶导演的《追龍》中特别演出、继1991年的《五億探長雷洛傳》后再次演绎雷洛一角。2019年繼續與邱礼涛合作，监制并與古天樂、苗僑偉和林嘉欣合作主演港产動作片《掃毒2天地對決》，飾演一位從黑道背景成功轉型、痛恨毒販並與昔日兄弟決裂的金融巨子余順天，中國大陸取得13.12億人民幣成为港产片大陆市场票房冠军。
由关信辉执导、刘德华投资监制于2017年完成拍摄的香港青春励志电影《热血合唱团》在2020年11月公映，刘演绎一位帮助“问题学生”成长进步的音乐指挥老师严Sir。刘德华、刘青云和倪妮主演的《拆弹专家》续集《拆弹专家2》继续由邱礼涛执导、刘德华监制，同年12月上映后票房与口碑都取得佳绩，其演绎的人物性格前后反差巨大的潘乘风一角获得普遍赞誉。刘德华与肖央、万茜合作的黑色幽默剧情片《人潮汹涌》在2021年春节上映，由饶晓志编导、刘德华监制，他演绎了一个因意外失忆而成为努力上进的龙套演员的假杀手周全。
刘德华与吴京、李雪健合作的郭帆执导的科幻巨制《流浪地球2》在2023年春节上映，他演绎了一位不懈追求数字生命的电脑工程师图恒宇，电影取得了很好的口碑与票房，并获得第37届大众电影百花奖最佳男主角提名。刘德华监制并参演邱礼涛执导的根据真实事件改编的中国警匪动作片《莫斯科行动》于2023年国庆档上映。年底刘德华监制关智耀执导的警匪片《潜行》并饰演大反派毒枭，同时期还上映有他与梁朝伟再次合作的《金手指》,饰演廉政公署高级调查主任。刘德华与宁浩合作的演艺圈讽刺题材喜剧《红毯先生》于2024年春节档上映遭遇票房滑铁卢，成为两人少见的亏本之作。
2024年刘德华在彭顺执导的“中国首部空中犯罪电影”《危机航线》中饰演曾患狂躁症、身手敏捷、与劫匪对抗的国际安保专家高皓军。紧接着他在潘耀明执导的“华语首部辐射灾难片”《焚城》里演绎了一位为了公众利益而不惜与政府高层态度对立的环保专家范伟立。

### 票房与合作

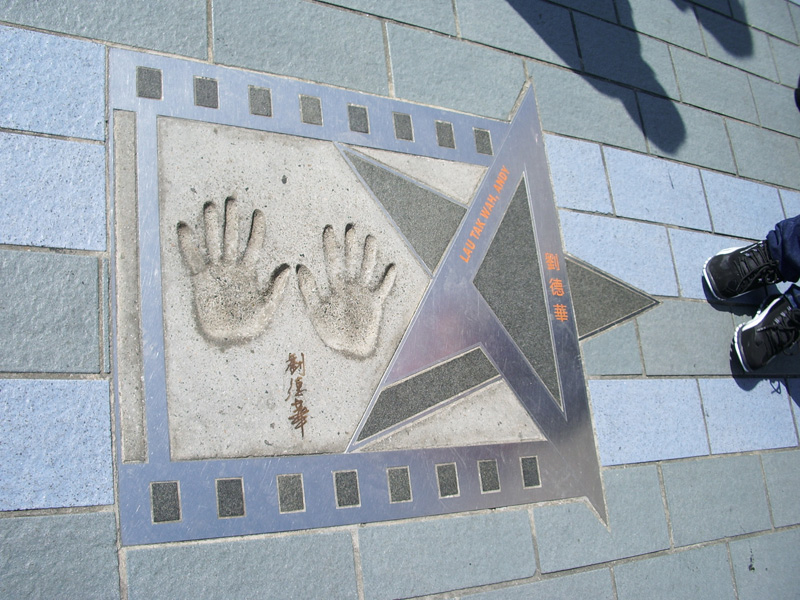
香港星光大道上的刘德华旧掌印

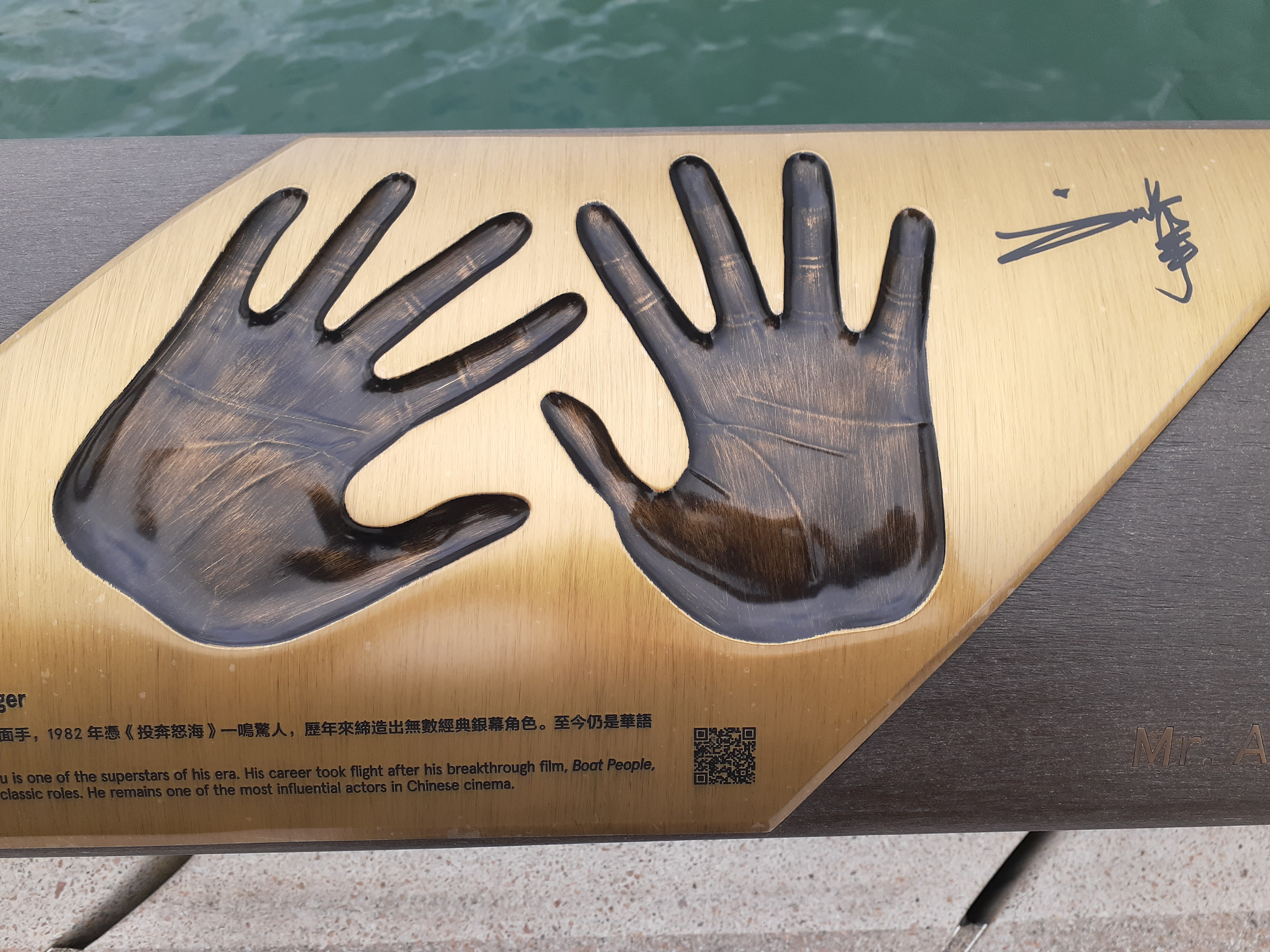
星光大道新掌印

電影票房方面，由於劉德華是香港一線影星中拍片數量最多的男演員（1988年到1992年共計達50多部），因此在2005年由香港UA院線主辦的“光影夢魅20年暨全港最高票房電影頒獎典禮1985-2005”上，他以108部累計約17.3億港幣票房獲全港最高票房男演員獎。在2007年由香港國際電影節主辦的首屆亞洲電影大獎上，劉德華獲亞洲電影票房巨星大獎。至今其主演（第一或第二主演）的作品中香港票房超过2000万港元的共有30部，其中有17部超过2500万，分别为《賭神》、《賭俠》、《五億探長雷洛傳》、《整蠱專家》、《烈火戰車》、《孤男寡女》、《瘦身男女》、《全職殺手》、《無間道》、《大隻佬》、《無間道3》、《门徒》、《投名狀》、《桃姐》、《拆弹专家》、《金手指》和《焚城》。共有46部刘德华主演的电影进入香港华语片年度票房前十，是票房前十次数最多的香港演员。中国大陆票房超过一亿人民币作品有24部，分别为《十面埋伏》、《天下无贼》、《投名状》、《游龙戏凤》、《狄仁杰之通天帝国》、《新少林寺》、《天机：富春山居图》、《盲探》、《风暴》、《失孤》、《解救吾先生》、《賭城風雲III》、《王牌逗王牌》、《拆弹专家》、《侠盗联盟》、《追龍》、《掃毒2天地對決》、《拆弹专家2》、《人潮汹涌》、《流浪地球2》、《潜行》、《金手指》、《危机航线》和《焚城》。他主演的作品香港和大陸票房最高的分別為《無間道》（5500萬港幣）和《流浪地球2》（40.3億人民幣）。
在合作對象方面，迄今合作次數最多的導演是多達20多部的王晶；而合作11次的杜琪峰则是与刘德华合作最成功的一位导演，刘德华有多部代表作均出自杜琪峰之手，包括让刘两度金像奖称帝的《暗战》和《大隻佬》，他同杜琪峰亦是现实中关系较好的朋友。男演員方面，與其關係最好的男藝人有苗僑偉、黃日華、林家栋等人。跟劉德華合作過的女演員有很多，其中合作最多次的是從1988年的《群龍奪寶》開始到1999年拍攝的《衛斯理藍血人》為止共11次的關之琳，雙方因此也在90年代被媒體稱作“銀幕情侶”，2011年1月在他舉辦的香港演唱會上關之琳作為嘉賓時，劉德華更笑稱“我當年真的以為會和她結婚”；在90年代，劉德華與吳蒨蓮演過四次情侶让人印象深刻；2000年代以来，與劉德華合作次數最多最默契的为鄭秀文，两人从2000年的《孤男寡女》到2013年的《盲探》共七部電影中飾演情侶。此外不得不提的一位女艺人是葉德嫻，由於葉德嫻與劉德華在其成名電視劇《獵鷹》和《法外情》系列中演繹了感人的母子對手戲，葉德嫻因而成為劉德華的乾媽并保持着亲密的私人关系，在2010年劉德華香港跨年個唱上葉德嫻还以常駐嘉賓的身分參與了每場演出，这对母子搭档在相隔多年之后再次在2011年许鞍华作品《桃姐》中又有精彩感人的合作，并为葉德嫻连续赢得威尼斯电影节、德班国际电影节、金马奖、亚洲电影大奖、香港金像奖等九个影后殊荣。

### 投资制片
为了实现个人的电影梦想，刘德华于1991年成立了属于自己的天幕制作有限公司。首部作品《九一神雕侠侣》由刘德华与梅艳芳主演于1991年12月上映，收获了良好的口碑和2000多万港币票房，该片让天幕公司一举成功。不过之后的《吳三桂與陳圓圓》、《九二神雕侠侣》、《战神传说》、《天长地久》、《天与地》、《1/2次同床》几部电影票房都不如预期，累计亏损达4000万以上港币，几乎令天幕公司濒临破产，1990年代后期刘德华靠借债、接拍电影、出唱片、开演唱会、做广告代言的收入拿来投资电影才维持住了公司的營運。1997年投资陈果导演的小成本独立电影《香港製造》赢尽口碑，并获得香港电影金像奖最佳电影、最佳导演以及金马奖最佳导演、最佳编剧等多个大奖，之后又合作了《去年烟花特别多》，这两部作品是天幕公司仅有的纯文艺片，但是票房也很差。《阿虎》与《爱君如梦》是天幕公司最后的两部作品，都由刘德华主演，前者成为他的演技代表作，后者是部讲述小人物追求梦想的歌舞喜剧片。
2002年刘德华与合伙人麦绍棠发生法律纠纷，导致刘德华重新成立了一家新公司映艺娱乐有限公司。刘德华吸取了天幕公司的教训，不再拍摄大制作商业片，主要投资小成本的文艺片。2005年余伟国执导的《再说一次我爱你》为映艺首部作品，是刘德华与杨采妮、蔡卓妍合作的一部爱情悲剧电影。2005年启动的「亚洲新星导计划」是专门为扶持新导演的一个电影项目，共资助了大华语地区的六名年轻导演拍摄了六部作品，其中包括台湾的《人鱼朵朵》、中国大陆的《疯狂的石头》、新加坡的《爱情故事》、马来西亚的《太阳雨》，以及香港的两部作品《师奶唔易做》与《得闲饮茶》。这些小成本作品口碑大多不错，而其中影响最大最成功的是宁浩导演的《疯狂的石头》，这部黑色喜剧片在内地获得了2300多万的票房，也收获了大量的好评和多个奖项，并让宁浩导演与郭涛、黄渤、刘桦等演员开始成名并走红，后来宁浩于2009年推出的又一部黑色喜剧片《疯狂的赛车》在大陆票房过亿。刘德华对扶持新导演所做的贡献，让他于2006年获得第11屆釜山國際電影節颁发的亞洲最有貢獻電影人大獎，2007年又获得第七届华语电影传媒大奖年度杰出电影人称号。
2007年赵崇基执导的警匪片《兄弟》仿效《五虎将之决裂》以无线五虎演员间的友情为出发点，撮合了苗侨伟、刘德华、黄日华、汤镇业四人另加陈奕迅等人参与演出。2010年郭子健与郑思杰联合编导的《打擂台》是一部向香港电影黄金时代致敬的作品，由一众老艺人泰迪罗宾、梁小龙和陈观泰主演，赢得第三十届香港电影金像奖最佳电影等四个奖项。2011年许鞍华执导的《桃姐》改编自真人故事，刘德华与叶德娴演出了一段朴实感人的主仆情，并呈现出老年人的生存状态，该片收获了广泛的赞誉和许多奖杯的肯定。2013年刘德华投资并监制的校园青春片《初恋未满》是刘娟导演的处女作，获得第16届上海国际电影节“亚洲新人奖”单元评委会特别奖。2013年12月公映的作品《风暴》是由映艺与安乐公司联合投资的一部大制作商业片，为香港首部3D警匪片。2015年客串并参与投资台湾校园青春爱情片《我的少女时代》，该片取得好口碑的同时也在台湾、香港、中国大陆以及新加坡、马来西亚和韩国等地区创造票房佳绩。
2015年刘德华与马来西亚成功集团的陈永钦拿督合作成立了一家电影制作公司——夢造者娛樂。该公司在2017年推出邱礼涛执导的《拆弹专家》得到第37届香港电影金像奖最佳电影、最佳导演等七项提名。同年国庆档的《追龙》获得香港金像奖最佳电影等六项提名。2019年暑期档的《扫毒2之天地对决》在中国大陆取得13.12亿人民币票房，创造港产片大陆票房记录。2020年圣诞档上映的《拆弹专家2》在中国大陆取得13.14亿人民币，超越《扫毒2》成为新的港产片大陆市场冠军。2021年监制主演了饶晓志导演的《人潮汹涌》。2023年监制参演邱礼涛执导的《莫斯科行动》在国庆档上映，监制主演关智耀的《潜行》在年底上映。2024年监制邱礼涛执导的《談判專家》于6月上映。

## 歌唱事业

### 初入歌坛（1985年－1989年）
劉德華在與林子祥合演《投奔怒海》期間，林子祥在片場收工後经常拿着一把吉他招呼大家一起唱歌，林子祥聽了劉德華的歌後很是欣賞，大加讚賞、鼓勵并指导劉德華如何唱歌，於是在林子祥的鼓勵下劉德華開始發展自己的歌藝，因此林子祥可以算是劉德華歌唱事業的伯樂和老师，翌年藉著主演《神鵰俠侶》電視劇的機會，演唱其插曲《神鵰大俠》初試啼聲。
1985年劉德華正式進軍樂壇，在香港華納唱片有意簽他為旗下歌手及無綫電視高層建議下加盟华星唱片，推出了第一張專輯《只知道此刻愛你》，共包括《只知道此刻爱你》等计13首粤语歌曲，其稚嫩的唱腔未獲得很大回響，但與張學友、鄺美雲一起入圍最佳新人獎。1986年转入百代唱片后至1989年这四年间，相继推出了《情感的禁区》、《回到你身边》、《回到你身边&法内情》、《劉德華》、《爱的连线》、《共你伤心过》共计六张唱片，其中1987年發行的《情感的禁區》中的同名主打歌《情感的禁區》成为其第一首成功流行的歌曲，1989年《回到你身边&法内情》是其首张国语唱片，1988年《回到你身边》中的《永远记得你》、1989年《劉德華》中翻唱自英文摇滚歌曲的《我恨我痴心》以及1989年《共你伤心过》中的《流浪》这几首粤语歌数年后经常为劉德華所演唱而让歌迷所熟悉。整体上来讲，85至89年这段时期是刘德华在歌坛的探索期，音乐成绩不仅平平，其在歌唱技巧方面与成功歌手也有比较大的差距，演员出身的他在歌坛的发展前景当时并不为外界所看好。

### 全盛期（1990年－2006年）
1990年在进入宝艺星唱片后，刘德华迎来了歌唱事业的春天。5月發行的《可不可以》销量达三白金，同名主打歌《可不可以》为其赢得香港电台颁发的十大中文金曲獎，是其获得的第一个重要歌曲奖项。同年推出的國語專輯《如果你是我的傳說》热卖四白金，主打歌《如果你是我的傳說》开始流行于台湾、中国大陆和东南亚等地，刘德华因此获得台湾《民生报》主办的金曲龙虎榜最受欢迎歌手称号，也被认为是成功打入国语歌市场的第一位香港歌手。12月推出另一张粤语专辑《再会了》的同名主打歌赢得90年度TVB颁发的十大劲歌金曲奖，最后更是勇夺十大劲歌金曲最受欢迎男歌星奖，让刘德华成为继谭咏麟和张国荣后，又一位获此大奖的男歌手。
1991年6月推出《愛不完》專輯，在港年度銷量超過四白金（20萬張）。9月另一張熱賣專輯《一起走過的日子》銷量超越四白金（20萬張），是91年三張銷量最高的專輯之一（另兩張為張學友的《一顆不變心》及黎明的《是愛、是緣》）。而《愛不完》及《一起走過的日子》更同時入選寶麗金於1999年推出的《20世紀最強中文大碟》20強（備註：從五十張歷年寶系唱片公司最高銷量的唱片當中，再經樂迷、音樂人及傳媒等....票選出二十張最強大碟）。1992年12月於華納唱片發行的粵語專輯《真我的風采》達至八白金唱片（即40萬張）的銷量。1991年和1992年刘德华以大热姿态继续包揽十大劲歌金曲最受欢迎男歌星奖，奠定了其在香港乐坛的偶像地位。在1992年的偶像熱潮下，劉德華與張學友、黎明、郭富城被傳媒封為「四大天王」。
另一方面，刘德华继续巩固其国语影响力，1991年至1992年相继推出了三张国语大碟《我和我追逐的梦》、《来生缘》和《谢谢你的爱》，这些唱片与同名主打歌继续在台湾和中国大陆等地保持热销和流行地位，《来生缘》台湾销量达十白金，刘德华于1992年当选北京电视台最受欢迎歌星奖以及台湾《民生报》主办的“台湾十大偶像选举”第一名，此后刘德华在歌坛事业的红火让其连续五届蝉联这一荣誉（该选举一共举办了1992到1997年六届）。1992年刘德华到美国与加拿大举办了八场个人演唱会，成为其首次巡演活动。
刘德华于1992年加入飞碟唱片后，相继推出《真情难收》、《答案就是你》、《一生一次》、《爱意》、《忘情水》、《五时三十分》和《天意》这多张唱片。其中《答案就是你》和《五时三十分》成为他的经典粤语唱片，前者包括《答案就是你》、《暗里着迷》、《你是我的梦》、《这一生是给你一个》、《开心的马骝》和《永远寂寞》多首经典歌曲，《永远寂寞》获得93年度十大中文金曲奖；后者则有《花花世界》、《口琴别恋》、《谁人知》和《钻石眼泪》这四首主要作品，《谁人知》成为94年度十大劲歌金曲和十大中文金曲双料金曲。1994年发行《忘情水》和《天意》是刘德华的经典国语唱片，《忘情水》获得了包括94年度十大劲歌金曲最受欢迎国语歌曲金奖、十大中文金曲奖和优秀国语歌曲金奖，以及华语榜中榜金曲奖在内的许多歌曲大奖，《忘情水》在亚洲销量超过300万张成为当年的大卖作品，也是刘德华本人销量最高的一张唱片。《忘情水》和《天意》在台湾的销量也位列前矛。此外，《一生一次》中的《不能没有你》赢得93年度十大中文金曲奖优秀国语歌曲，《爱意》中的《情人Happy Birthday》获得93年度十大劲歌金曲。刘德华又以大热态势拿下1993年度十大劲歌金曲国内最受欢迎香港男歌星和1994年度十大劲歌金曲最受欢迎男歌星奖，93年在红磡体育馆举办的20场“真我的风采”演唱会为其第一次香港个唱，93年首次在中国大陆的上海、北京、重庆等地展开了23场的室内巡回演唱会。1994年再次在香港红馆举办了一连20场的演唱会。此时大红的刘德华受邀参加95年中国中央电视台春节联欢晚会演唱了名曲《忘情水》，扩大了自己在中國大陸的知名度和影响力。
1995年8月的国语专辑《真永远》是刘德华当年加盟艺能动音后的首张作品，同名主打歌《真永远》获得95年度十大中文金曲和全球华人至尊金曲奖，而《爱火烧不尽》是其主演电影《大冒险家》的片尾曲，励志歌曲《今天》后来也广为流传。1995年12月的粤语专辑《情未鸟》中的《情未鸟》成为95年度十大劲歌金曲和十大中文金曲双料金曲，另一首代表作《情深的一句》为其主演电影《烈火战车》的主题曲。1996年相继发行了《相思成灾》和《因为爱》两张国语唱片，歌曲《相思成灾》获得96年度十大中文金曲奖优秀国语歌曲银奖和新城金心国语歌钻石奖，歌曲《因为爱》获得96年度十大劲歌金曲奖最受欢迎国语歌曲铜奖以及华语榜中榜金曲奖。1996年的粤语唱片《在乎您》主要有《倒转地球》、《一个人睡》和《潮水》三首名曲，前者是刘德华96年在红馆举办的20场演唱会的主题歌，《一个人睡》获得十大劲歌金曲奖，《潮水》是较受刘个人喜爱的个人作词作品。此外劉德華於1996年亦錄製了歌唱生涯首張且唯一一首日文歌曲《再一次擁抱》（日語：もう一度抱きしめたい），並於日本發行同名EP，於台灣及香港發行同名單曲專輯。
1997年的国语专辑《爱如此神奇》主要收集了多首翻唱自其他歌手的经典歌曲，新曲主要有《爱如此神奇》和《中国人》，《爱如此神奇》入选第四届华语榜中榜20大金曲，《中国人》是为迎接香港回归、歌颂中华民族的爱国主义歌曲，专辑名列97年度金曲龙虎榜国语大碟专辑第5名。《中国人》后来成为刘德华参加中國大陸晚会和香港回归纪念活动时经常演唱的一首名曲。1997年12月发行了《真生命》和《爱在刻骨铭心时》两张专辑，粤语歌《真生命》成为97年度十大劲歌金曲，国语唱片《爱在刻骨铭心时》则因包括《孤星泪》、《冰雨》、《偷回忆的人》和《世界第一等》四首经典作品而成为其经典唱片，《孤星泪》和《冰雨》后来成为传唱度很高的经典情歌，《世界第一等》由伍佰创作，是刘德华演唱的唯一一首臺语歌。《爱在刻骨铭心时》成为金曲龙虎榜1998年国语十大专辑之一。
1998年发行粤语专辑《你是我的女人》与国语专辑《笨小孩精选》两张唱片，前者唱片里包括主打歌《你是我的女人》、《他的女人》等多首刘德华个人填词作品，刘与美国萨克斯大师肯尼·基合作的《你是我的女人》成为98年度十大劲歌金曲和十大中文金曲双料金曲，以及98年醉心龙虎榜十大金曲第2位和新城电台年度劲爆歌曲。《笨小孩精选》主要收录历年许多经典国语歌曲，包括《忘情水》、《天意》、《一生一次》和《真情难收》在内的四首歌被新编重唱成另一种味道，而新歌《笨小孩》由刘德华与柯受良、吴宗宪合唱，是刘德华根据个人经历创作的一首励志歌曲，赢得98年度十大劲歌金曲奖最受欢迎国语歌金奖、十大中文金曲奖优秀国语歌曲金奖、劲爆国语歌曲等多个大奖。
1999年上半年推出的国语专辑《人间爱》收录了多首与内地音乐人合作的歌曲，如高枫3首，丁蕾1首，李泉1首，由于融入大量内地流行音乐元素，因此成为一张风格新颖、大陆味道浓重的专辑。其中讲述人生哲理的《木鱼与金鱼》获得99年度十大中文金曲优秀国语歌曲金奖，《男朋友》为其主演电影《黑马王子》的主题曲，另外《都怪我》、《会说话的哑巴》和《回家真好》都有一定的流行度；下半年推出粤语专辑《爱无知》获得Music Tower 全年唱片大奖，《爱无知》与《痛》为其中代表作。当年八月他以金发造型在红馆举办一连15场的演唱会，主题曲是刘德华为「西藏慈善音乐会」献唱的单曲《愛你一萬年》，这首大气的抒情歌曲入选99年度十大劲歌金曲最受欢迎国语歌曲金奖和全球华语音乐榜中榜20大金曲，也为刘德华赢得华语音乐榜中榜「跨世纪男歌手」称号。99演唱会影碟的普及使之后来成为歌迷的最爱，为其最经典的一次个唱演出。
2000年8月发行国语唱片《男人的爱》由上海音乐才子李泉、香港制作人陈德建、台湾流行音乐强手刘天健及徐德昌等多位顶尖音乐人参与创作，这些制作人分别从不同角度探讨男人的爱，主打歌《男人哭吧不是罪》由刘本人填词并唱出了一股很浑厚的男人心声，获得2000年度十大中文金曲奖，刘与陈慧琳合唱的《我不够爱你》获得2000年度十大劲歌金曲最受欢迎国语歌曲金奖和中文金曲奖优秀国语歌曲奖金奖，以上两首也同时入选全球华语音乐榜中榜20大金曲，刘德华更是赢得华语榜中榜「最受欢迎歌手大奖」称号。此外，《享用我的姓》、《没有你的城市》和《爱情新活力》质量也不俗，令《男人的爱》成为其唱片代表作。12月推出的粤语专辑《心蓝》，因包括《心蓝》、《当我遇上你》、《微笑》和《缺陷美》四首主要歌曲成为其粤语唱片代表作，《心蓝》获得香港乐坛评议会最受欢迎年度流行金曲金奖，作为其主演电影《阿虎》主题曲的《当我遇上你》成为2000年度十大劲歌金曲，《微笑》为《阿虎》的电影插曲，《缺陷美》为TVB电视《美丽人生》主题曲。
2001年6月发行国语唱片《天开了》，主打歌《我的心只可容纳你》是刘德华为其代言的道地绿茶创作的广告歌，作曲人赵增熹藉由弦乐来表现山水的绵延与人类的深情，获得01年度十大劲歌金曲最受欢迎国语歌曲铜奖和十大中文金曲奖优秀国语歌曲奖铜奖，并入选全球华语音乐榜中榜20大金曲，《踢出个未来》是刘德华为周星驰电影《少林足球》创作的主题曲，获香港电影金像奖最佳原创电影歌曲提名。8月发行的《夏日Fiesta》收录7首歌曲，主推的劲歌《夏日Fiesta》是当年8月红馆15场演唱会的主题曲，成为01年度十大劲歌金曲奖和十大中文金曲奖双料金曲；其他还包括电影《瘦身男女》插曲《我的伴侣》、《为爱瘦一次》，以及励志的《少林足球》插曲《男儿志》。
2002年7月推出的国语唱片《美丽的一天》是刘德华加入加际娱乐后的首张作品，包括10首国语和一首粤语歌，歌曲灵感全部来自10个感人的真实故事。《练习》获得十大中文金曲优秀国语歌曲银奖和全国最受欢迎中文流行歌曲银奖，以及香港作曲家及作词家协会最广泛演出国语歌曲奖和第三届全球华语歌曲排行榜20大金曲，说唱的《黑蝙蝠中队》入选全球华语音乐榜中榜20大金曲，《天生天养》成为02年度十大中文金曲和十大劲歌金曲双料金曲。该唱片为刘赢得全球华语歌曲排行榜最受欢迎男歌手荣誉，作为刘德华当年发行的唯一一张唱片，自此结束了其一直以来的一年内发行多张唱片的历史，标志着他将事业重心逐渐转向电影领域。
2003年6月发行的《如果有一天》包括9首粤语和一首国语《月老》，其中六首由刘德华参与创作，刘德华作曲填词创作的《如果有一天》为道地绿茶广告歌，藉此鼓励非典疫情过后的港人仍要以坚强乐观态度面对逆境，获得03年度十大劲歌金曲奖，另一首主要歌曲《17岁》由刘德华与徐继宗联合作词，回顾了刘从17岁踏入训练班到2002年的演艺生涯。2004年8月推出的又一张粤语专辑《Coffee or Tea》延续了刘德华参与创作六首歌的路线，由他与林夕包揽了所有11首歌曲的填词工作，两人通过对生活、身边事的观察道出自己所体味到的人生感慨，道地绿茶广告主题曲《常言道》获得04年度十大中文金曲奖以及十大劲歌金曲奖最受欢迎广告歌曲银奖，《按摩女郎》成为04年度十大劲歌金曲，《影帝无用》与《无须担心》是刘向其粉丝表达的心声之作。04年8月底开始在红馆举办一连15场的“Vision Tour”演唱会，随后于同年与2005年在中国的19座城市举办了“Vision Tour”巡回个唱。当年刘德华不仅蝉联十大劲歌金曲奖亚太区最受欢迎香港男歌星，而且还第六次获得最受欢迎男歌星，成为史上首位同时获得这两大荣誉的男歌手。
时隔三年之后，刘德华于2005年8月又推出一张全情歌的国语唱片《再说一次我爱你》，专辑以一个纯爱故事为架构，用十首歌独特地诠释不同角色对爱情的感受。主打歌《再说一次我爱你》由刘德华与金牌搭档李安修联手填词，为刘德华主演的悲剧爱情片《再说一次我爱你》的电影主题曲，获得05年十大中文金曲奖和优秀流行国语歌曲奖铜奖、05年度十大劲歌金曲奖最受欢迎华语歌曲金奖，以及入选第六届全球华语歌曲排行榜年度20大金曲，该唱片亚洲销量超过150万张，并成为全球华语歌曲排行榜最佳专辑，更为刘德华赢得第三次全球华语歌曲排行榜最受欢迎男歌手荣誉。同年底发行的《继续谈情（新曲＋精选）》收录28首歌曲，其中新歌主要包括主打的《继续谈情》、道地绿茶广告主题曲《我得你》、电影《无间道》主题曲的独唱版和2005年拜年歌曲《恭喜发财》，《继续谈情》成为05年度十大劲歌金曲，《恭喜发财》最早是刘德华在春节联欢晚会上表演的曲目，后来成为商家在春节期间经常播放的一首喜庆拜年歌。
2006年8月发行的粤语新碟《声音》是一张关注人性、缓解压力的唱片，刘德华填词的《张开眼睛》为道地极品乌龙茶广告歌，获得06年度十大劲歌金曲和最受欢迎广告歌曲金奖，以及RoadShow至尊音乐颁奖礼至尊歌曲；《累斗累》成为06年度十大中文金曲；专辑成为2006年度新城劲爆颁奖礼劲爆创作专辑。其中唯一的一首国语歌《心肝宝贝》是刘德华填词的慈善歌曲，成为中国乙肝防治疾病教育暨首届全国“爱肝日”主题曲。该年度是刘德华最后一次参加十大劲歌金曲和十大中文金曲颁奖礼，标志着音乐事业占其演艺生涯的比重开始明显下调。

### 高峰退却（2007年至今）

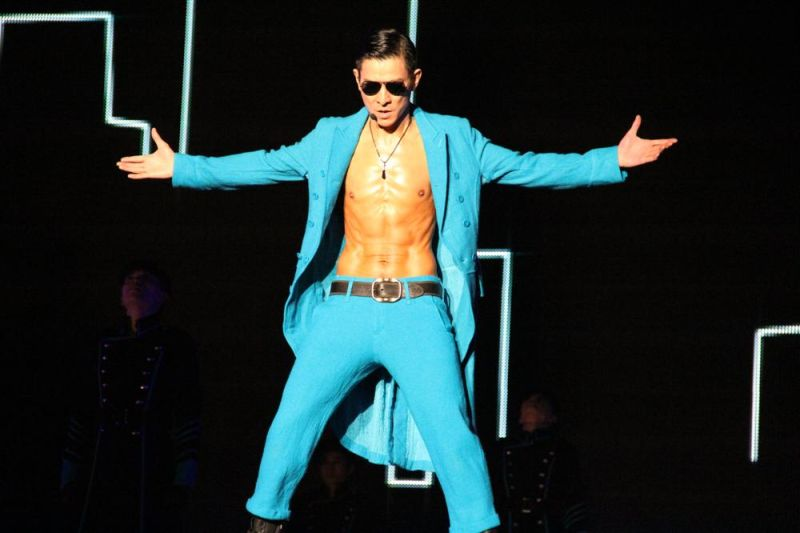
2011年4月30日的天津演唱会上

2007年7月推出涉及爱情、环保、全球暖化、人生态度等多个主题的国语唱片《一只牛的异想世界》，有幽默、欢笑、感伤和温暖等丰富的情感；曲风也很多元化，既有“刘式情歌”，也有软式Hip-Hop的街头舞曲以及R&B。主打的《牧笛》是一首讲述牛郎与织女爱情传说的情歌，方文山填詞的《一》是刘德华很少演绎的中国风曲目，赢得07年度RoadShow至尊音乐颁奖礼至尊歌曲，并为刘赢得日本MTV音乐录影带大奖最优秀BuzzAsia大中华区歌手大奖，专辑唯一的粤语歌《只想抱抱》为道地绿茶广告曲，成为07年度新城劲爆颁奖礼劲爆歌曲和劲爆原创广告歌曲。同年12月5日刘德华正式加盟寰亚集团老板林建岳旗下的東亞唱片，成為東亞一哥。同时发行新曲加精选集《Everyone is No. 1》，主打歌《Everyone is No.1》是刘德华与李安修为2008年北京残奥会创作的奥运歌曲，目的是激励残疾运动员，另一首新歌《一起嗌》是年底红馆16场跨年演唱会的主题曲。2008年在台北、新加坡和悉尼三地各举办了两场海外巡回演唱会。
2009年2月推出的《希望·爱》希望在经济逆境之中带给乐迷一份“希望”和“爱”，包括4首国语歌以及十首粤语新歌共14首歌曲，《长途伴侣》、《你是我所有》、《未到伤心处》为其中的代表作，它成为09年度IFPI香港唱片销量大奖十大销量广东唱片。同年7月发行的粤语精选集《长途伴侣》收录了10首道地绿茶广告歌曲。当年“Wonderful World”中国巡回演唱会在广州、合肥等9个城市上演，连同07年的呼和浩特、南宁等15站16场在内，该系列演唱会一共在24个中国内地城市举行。
至2010年，劉德華發行的新歌專輯有50多張，整个1990年代到2000年代前期，刘一直处于华语歌坛的颠峰状态；2000年代中后期，由于新生代歌手的崛起和其本人年龄的因素，导致新歌影响力不如从前，不过其唱片销量还是一直有一定的保证。至2000年代，刘德华的唱片销量在各地累计超过4800万张，为华语歌手中的佼佼者。
在入行30周年之际，为了用自己的歌声诠释那些曾经影响自己的经典作品，刘德华于2010年10月推出了以翻唱许冠杰、邓丽君、蔡琴等人的名曲为主的怀旧专辑《忘不了的》，它以1970年代和80年代的国语、粤语经典老歌为主，《掌声响起》、《大眼睛》、《孤儿泪》、《最爱是谁》等20多首老歌都被他唱出了新的味道，当中仅有的两首新歌《珍爱舞台》与《I Don't Wanna Say Goodbye》分别为“Unforgettable”演唱会的国语版主题曲和粤语版主题曲，专辑成为2010年度IFPI香港唱片销量大奖十大销量广东唱片。“Unforgettable”演唱会率先一连20场在2010年底的香港红馆上演，之后于2011年4月至5月在北京、郑州、天津等11个城市又展开中国巡回。2012年在香港发行粤语精选唱片《我們的劉德華》，成为2012年度IFPI香港唱片銷量大獎最高銷量廣東唱片，劉德華也成为全年最高銷量香港男歌手。2013年刘德华又开启了以“ALways”为主题的巡回演唱会，9月至12月先后在上海、南京、广州、北京、大连和台北这六座城市举办了18场室内个唱，据台湾媒体报道，这18场演唱会总票房超过10.5亿新台币（约2.12亿人民币），以场均1170万人民币票房成为年度华语演唱会场均票房的冠军。
2015年2月在央视春节联欢晚会上献唱自己填词的亲情歌曲《回家的路》，这是他第四次登上春晚现场表演，距离上次在2005年春晚上演唱《恭喜发财》已有十年之久。2018年12月，时隔八年后刘德华再次在香港红馆举行连续20场的跨年演唱会，12月28日因為喉嚨發炎而在演出现场宣布取消餘下的演出，后来他争取到了2020年2月的红馆档期以便把余下的7场补回来，然而2020年1月在武汉爆发的肺炎疫情又令其香港演唱会被迫取消、内地巡回演唱会推迟举行，后来又于2021年2月宣布因疫情因素被迫取消内地演唱会。2020年12月，刘德华推出的首张数字专辑《演·唱》上线，由奔跑怪物宣传营销，收录他近年演绎的新作与电影、广告主题曲共17首歌曲，其中由他原唱的13首作品均由他本人亲自作词。
时隔多年后，2024年刘德华开启以“今天”为主题的巡迴演唱會，此次巡演从7月开始先后在上海、广州、北京、南京、成都、杭州、重庆、深圳、新马、台北、香港等地举行。

### 创作及合作
劉德華在創作方面主要擅长于填词工作，且主要为个人演唱作品效力，为其他歌手创作的总数只有20多首。他创作的第一首歌是1990年的《如果你是我的传说》，当时是在好友小美的支持和鼓励下才完成的。至今他一共参与了超过150首歌曲的填词工作，其中大多数由个人单独完成，尤其是自2003年以来，他填词的作品占个人专辑的比例明显增多，例如《如果有一天》、《Coffee or Tea》、《再说一次我爱你》、《声音》、《一只牛的异想世界》和《演·唱》这多张唱片他个人填词的都在5首以上。填词是刘德华表达个人想法的一个主要途径，他的早期填词作品如《来生缘》、《谢谢你的爱》、《情人 Happy Birthday》等集中讲爱情，后来慢慢地将话题写得很广阔，写出很多不同风格的歌词，例如1999年的《回家真好》讲述家庭亲情，2000年的《你是我一生中最大的骄傲》是送给FANS的，2003年的《如果有一天》阐释了人生哲理，《17岁》是讲个人的成长经历，2006年的《心肝宝贝》是送给乙肝患者的慈善主题曲。香港著名音乐人黄沾曾批评刘德华填词“不会有什么大成绩”，后来也夸口称赞刘德华填词有很大进步。
刘德华的创作才华也获得了多个奖项的认可：1998年与1999年连续获得商业电台举办的叱吒乐坛流行榜叱吒唱作人大奖，2001年获十大劲歌金曲最受欢迎唱作歌星银奖，2006年获最受欢迎唱作歌星金奖；2006年与2007年连续成为新城劲爆颁奖礼全球劲爆创作歌手。比較知名的優秀个人作品有《絕望的笑容》、《如果你是我的傳說》、《來生緣》、《謝謝你的愛》（粵語版）、《這一生是給你一個》、《情深的一句》、《你是我的女人》、《愛你一萬年》、《心只有你》、《男人哭吧不是罪》、《當我遇上你》、《心藍》、《你是我一生中最大的驕傲》等，與別人合填的有《冰雨》、《17歲》、《如果你有事》、《恭喜發財》、《再說一次我愛你》以及《Everyone is No.1》等。同時作詞作曲的有《天天想你》（與巫啟賢聯合作曲）、《如果有一天》、《幸福這麼遠那麼甜》和《餘生一起過》等。
杜自持、李安修、陳耀川和陳德建這四位音乐人是劉德華音乐事业上最重要的合作搭档。其中杜自持除了為他作曲及編曲其極大多數的粵語歌曲外，更是劉德華歷年來大部份演唱會的音樂總監；陳耀川是刘德华90年代的“御用”作曲人，參與作曲的以《忘情水》、《天意》、《真永遠》、《相思成灾》、《中國人》最具代表性；陳德建參與作曲的有《當我遇上你》、《為愛瘦一次》、《我的胖侶》和《Everyone is No.1》等，他也參與了許多劉德華唱片的監製工作；而来自台湾的李安修無疑是劉德華音樂上最親密的合作夥伴，他不僅參與了《忘情水》、《天意》、《真永遠》、《相思成灾》、《中國人》、《木魚與金魚》、《練習》、《再說一次我愛你》等多首經典歌曲的作詞工作，還一直以來長期担任劉德華唱片的總監一职，李安修因此有“刘德华御用创作人”之称。

### 主要奖项
劉德華獲得的流行歌曲獎項已超400个，為至今華語樂壇獲獎最多的流行歌手。早在2000年就已經以累計收穫292個音樂獎項成為粵語歌手之冠而榮登健力士世界記錄當中。其中在無綫電視舉辦的十大勁歌金曲頒獎典禮上累計共有21首歌曲獲得十大勁歌金曲獎，其中91年有三首同時獲獎，92年与93年各有两首获奖，他獲得六次最受歡迎男歌星（1990-1992、1994、1999、2004年）和十次亞太區最受歡迎香港男歌星（1993、1995-1996、2000-2006年），这些荣誉皆为男歌手之冠，然而美中不足的是作为歌曲奖最高荣誉的金曲金奖他却一直没有获得过。在香港電台舉辦的十大中文金曲頒獎音樂會上獲得七次全國最受歡迎男歌手獎（2000-2006年）和15次優秀流行歌手大獎（1994到2008年度），從1990到2006年度共有21首半（《无间道》为合唱曲）歌曲獲得中文金曲獎，仅次于张学友的23首半，另有11首國語歌獲得優秀國語歌曲獎，其中金獎有《不能沒有你》、《忘情水》、《中國人》、《笨小孩》、《木魚與金魚》和《我不夠愛你》六首，銀獎有《真永遠》、《相思成災》和《練習》三首，銅獎有《我的心只可容納你》和《再說一次我愛你》這兩首。在新城劲爆颁奖礼上他多次成为大赢家，共获得八次“新城全球劲爆歌手奖”、八次“新城劲爆亚洲歌手大奖”以及八次“新城劲爆男歌手奖”，皆为歌手之冠；而在新城国语力颁奖礼上他也多次成为国语力歌王和国语力香港歌手大奖得主。以及在1998、1999、2001及2002年度奪得四台聯頒音樂大獎傳媒大獎歌手獎，四度成為四大音樂頒獎典禮最大贏家。
除了香港本土，刘德华也获得了台湾、中国大陆、新加坡和马来西亚、日本与韩国，以及北美一些机构授予的许多流行歌手荣誉。在Channel V主办的全球华语音乐榜中榜上，从1994年至2002年刘德华共有10首歌曲入选榜中榜年度20大金曲，96至98年连续三届获得传媒推荐奖，1999年与2000年分别荣获跨世纪男歌手和最受欢迎歌手大奖。在亞洲七家華語電台共同舉辦的全球華語歌曲排行榜上，从2001年到2006年他共有6首歌曲入选排行榜20大金曲，并在2002年的第二屆、2003年的第三屆和2006年的第六屆先后三次获得最受歡迎男歌手獎，至今为获该荣誉最多的男歌手。其他地区奖项还有：1990年代台湾民生报金曲龙虎榜多届最受欢迎歌手，1992年北京电视台的最受欢迎歌星奖，1993年上海电视台的最受欢迎天王和四川国际电视节最受欢迎歌星奖，1993年至1998年连续获日本杂志《Club香港仔》评选的全日本明星人气奖及最受欢迎外国歌手第一名，1993年韩国电视台评选的全亚洲最受欢迎男歌手，1994年加拿大多伦多美加华语电台至爱男歌手，94年、95年、98年、99年和2001年新加坡金曲奖最受欢迎男歌手，1995年泰国最受欢迎男歌手，1995年与1996年连续获得Channel V与美国Billboard杂志联合颁发的亚洲最受欢迎歌手奖，以及1997年澳洲中文广播电台评选的97年度南半球最受欢迎男歌手等等。

### 演唱会
1991年，刘德华凭借其在电影方面的影响力，在韩国汉城（今首尔）首爾奧林匹克體操競技場举办了四场演唱会，这是他举办的首次个人演唱会。1992年赴美国与加拿大举办的八场个唱为其首次巡回演出。1993年1月，首次於紅磡體育館舉辦了20场的在港個人演唱會。之后1994年与1996年又各举办了20场，1999年、2001年与2004年的夏季各举办15场，2007年、2010年、2018年、2024年底各举办了16场、20场、13场（2018年原定20场，因喉咙发炎被迫取消了7场）、20场的跨年演出，累计起来目前他已在香港红馆开唱174场。1993年刘德华首次到中国大陆展开了23场的室内巡回演唱会，为其首次中国巡演活动。1997年与1998年在内地累计举办20场；2000年的中国巡演在济南、沈阳等10个城市展开。2001年与2002年的“夏日Fiesta”巡演合计在武汉、大连、南昌、西安等10个城市举行。2004年至2005年的“Vision Tour”中国巡回在上海、苏州、西安、无锡等19个城市上演。2007年的“Wonderful World”中国巡回从呼和浩特开始到成都结束共在15个城市举办，其中上海站一连举办了两场；2009年继续进行了广州、合肥等9个城市的“Wonderful World”中国巡回个唱。2011年在北京、郑州和天津等11站举办“Unforgettable”中国巡回演出。2013年开启的“ALways”中国巡回个唱选择在上海、南京、广州、北京和大连这五座城市的体育馆举行，以达到同香港红馆四面台一样的室内效果。2024年的「今天…is_the_Day」中国巡迴演唱會在上海、广州、北京等8个大城市的室内场馆举行了36场演出。至今刘德华已在中国大陆各城市举办了168场个人演唱会，其中上海为其举办场次最多的内地城市。由于创下过许多城市的票房上座和現場火暴記錄，刘德华也被一些中国媒体和演出商誉为“華語歌壇票房第一人”。
除了香港和中国大陆，刘德华也多次到台湾、新加坡、马来西亚，以及北美的温哥华和多伦多等华人聚集的城市举办演唱会。从1991年到2013年之间除了2006年和2012年外，刘德华每年都举办了多场演唱会，其中1996年以累计举办47场为其演唱会最多的一年。其演唱会顺序大多都是先在香港举办连续多场的个唱，然后再到各地巡演，不过2007年、2013年和2024年这三年却以中国巡演为开端，然后才赴其他地区举办。在演出内容上，香港本土以粤语歌曲为主，各地巡演则以国语歌曲为主，而《一起走过的日子》和《忘情水》这两首经典代表作是其演唱频率最多的歌曲。刘德华在每次巡演前都会学习一些新的舞蹈以表演给歌迷，如2001年的拉丁舞与2004年的踢踏舞。其演出现场经常以劲歌热舞为开端，中间会安插一些表演和歌唱同时进行的以爱情为主题的音乐剧，而且从头到尾刘德华与歌迷、观众交流互动的机会比较多。由于多年来刘德华陆续演绎了许多首广为流行和传唱的经典歌曲，因此《谢谢你的爱》、《忘情水》、《天意》、《中国人》、《笨小孩》、《冰雨》、《爱你一万年》、《练习》等名曲在个唱上常常会引起集体大合唱。从1994年至今，刘德华已发行11张个唱影碟，其中在香港红馆录制的有1994、1996、1999、2001、2004、2007和2010年共七张，2002年的《你是我的骄傲演唱会》于12月6日在香港伊利沙伯体育馆举办，是为庆祝他入行20年而专门为三千名华仔天地会员举办的一次免费演出。另外三张冠名为中国巡回演唱会的影碟，分别是在2004年的北京工人体育场、2007年和2011年的上海体育场录制的，这开创了歌手在北京和上海这两大能容纳6万名以上观众的体育场发行演唱会影碟的先河，其中北京演唱会不仅入选中国演出家协会评选的「2004中国十大演出盛事」，而且还是2004年中国单场演出票房最高的一场演出。
劉德華2018年12月在香港舉行红館演唱會因身體不適被迫腰斬，他其後宣佈2020年舉辦除了7場補場外，還會加開5場演出。不过后来又由于疫情而被迫取消。2019年9月，劉德華在新加坡演唱會中度過58歲生日，獲過萬粉絲齊唱生日歌。2022年9月3日晚20点，刘德华在抖音直播间举办了一场“把我唱给你听”线上演唱会，这是他继2021年出道40周年在抖音直播后第二次在抖音直播，从开始的《笨小孩》到最后的《17岁》，2小时的演出的在线观看人数最终达到3.5亿人次，各项观看数据创造了云演唱会的直播记录。

## 個人生活

### 戀情緋聞
1981年，刘德华當TVB训练班學員時期有一位已交往3年多的圈外初戀女友，却由于聚少離多两人在太平山頂分手（女方提出）。
刘德华早年與训练班同学潘宏彬过从甚密，形影不離，以至於引发断背传闻。1986年，刘德华针对传闻发毒誓，“如果我同潘宏彬搞基，就七年内爱滋病发死！”
1983年刘德华因合作《神鵰俠侶》爱上了“小龙女”陈玉莲。多年后他透露自己曾向陈玉莲表白，但对方的回应却是“哈哈哈”。后来知道她是周潤發的女朋友，“就死了这个心。”
1983年秋劉德華到台灣拍张彻电影《上海灘十三太保》，經台北新藝城分公司公關介紹認識瓊瑤電影公司艺人喻可欣，兩人交往3年，曾效仿成龙和林凤娇模式，签下在台湾市面上买到的不具法律效力的婚书，後因朱麗蒨出現而分手。喻可欣撰写的回忆录《情海星空——我与刘德华》于2005年出版，披露了两人的感情历程。其中提到两人分手时，约定十年后再见，劉德華履行约定，十年后到她位在洛杉矶的家按门铃，并骗她媒体报道他和朱麗蒨在一起都是假的，令两人短暂重温旧情。
劉德華和關之琳多次拍電影飾演情侶，屢出緋聞，但一直未有承認關係。劉德華曾在採訪中被問道，「你跟關之琳是不是有一手？」劉德華說「從來都沒有，我也想」，表示自己也很欣賞對方，但總覺得對方名花有主了，「不知是真是假，總覺得她有男朋友」。

### 家庭生活
刘德华父亲刘礼在2003年患上膀胱癌，后经手术成功康复，刘父于2023年11月20日因病去世享年97岁，葬礼于12月6日举行。刘德华母亲叫刘区欢（“區”音同“歐”，區姓），媒体报道称是其出嫁后冠上了夫姓。刘德华四个姐妹叫秀冰、秀慧、秀涟及秀瑍，四姐妹共生育有8位子女，弟弟德盛育有一双子女，刘德华兄弟俩曾一起合伙开公司及投资物业。
劉德華妻子是马来西亚华人朱麗蒨。1987年經媒體人葉嘯安排介紹，朱麗蒨與妹妹朱麗樺一起見到偶像劉德華，相談半個小時，一見鍾情後開始了地下異地戀。1990年代到2000年代媒體不斷報導兩人交往之消息，但皆未獲雙方正面承認。2008年兩人聯名捐款一萬元做善事，加上朱麗蒨現身劉德華演唱會，因而被疑早已結婚。直到2009年，朱麗蒨的父親於馬來西亞過世，劉德華的名字出現在訃告上，二人的關係才正式公開，媒体还證實兩人已於2008年在拉斯維加斯註冊結婚，劉德華於媒體刊出结婚报道的當日於其官方網站「華仔天地」發表留言《對不起》，表示「我慚愧未能守住我的承諾先告訴大家，讓信任我的家人、朋友、媒體朋友難堪，對不起。正在工作當中，一時間不能盡訴，容後向你們說明白——華仔」。
2011年11月28日，劉德華在其官方網站發表一篇名為《報喜》的文章，其中提到「吾家有喜」證實了妻子已懷孕的消息。次年，朱麗蒨在香港養和醫院產下一女。5月13日，他在官網以「一切安好」為題向粉絲們報喜，现就读于滬江維多利亞學校。朱丽蒨跟刘德华都是虔诚的佛教徒，平时习惯吃素食。刘也承認朱丽蒨懷孕至孕後的一段时间，因為月嫂不會準備素食餐，所以所有膳食都是由劉德華和家人處理。

### 興趣愛好
劉德華篤信佛教，法名慧果，其師父是臺灣靈巖山寺上妙下蓮老和尚。为了在香港演唱会上表演二胡演奏，1996年他趁在长春拍电影的空闲时间在当地颇有名气的二胡教授刘汉臣家学习了两个月的二胡演奏。2000年3月22日，劉德華在北京舉行拜師儀式，拜川劇大師彭登怀為師以學習“變臉”絕技，并学会了初步的变脸技巧。劉德華在生活中熱愛寫書法和打保齡球，其中他抄寫的《心經》更是送給好友梅艷芳的禮物，但在2004年1月1日，即梅艷芳冥壽後兩天被拍賣。此外，他亦對造型頗有研究，因為還沒出道時劉德華曾做过髮型設計師。另外，劉德華堅持每天喝一點混合果汁，比如蘋果加紅蘿蔔一起榨的汁，以保持自身的健康。

## 相關事件

### 遭「無綫」雪藏
1983年，演過《神鵰俠侶》在無綫電視正當紅的劉德華不願在續約5年的合同上簽字，因為他堅信5年中自己的事業會有一個大的飛越。因為TVB不允許他把演藝重心放在電影，他要求公司將年期縮短但遭到了拒絕。於是激怒了無綫高層的他便遭到了雪藏——沒有戲拍和在新聞媒體露臉的機會。那段日子除了偶爾參與體育、郵政、兒童聯歡會之類的活動之外，便無主要演出機會。而在這段空閒的日子裡，他反覆觀看自己以前演的電視錄像帶找出自己的不足，他也觀看別人的片子記下別人的長處，然後思索改進自己的表演方法。此外，他還勤練體格時常健身運動、經常練歌學習音樂。期間他也曾數次主動找無綫高層，希望通過談判來化解自己和公司之間的矛盾，但雙方一直沒有達成共識。
1986年在邵逸夫主席的出面調解下，雙方摒棄前嫌，握手言和，簽下新合約。而有關這次續約的內容（續約時間、簽約劇目、薪酬數額等），雙方都沒有向外界披露。長達400天的雪藏事件是他出道以來遭受的最大打擊。之後他就拼命拍戲、接拍了許多電影，其中以追女仔類型的喜劇片和古惑仔類型的江湖片為主。

### 與「天幕」的訴訟
1991年劉德華創立天幕製作有限公司，他從演員轉型為幕后投資者，是希望擁有自己的電影公司，可以幫助他拍攝更多不同類型的電影，也圓他的電影夢。起初經營頗為成功，也賺到不少錢。后期，因天幕經營失敗令劉德華虧損4000多萬港币。2000年麥紹棠以上市公司中建電訊名義注資天幕公司，劉德華签约成為天幕公司旗下藝人。
2002年，雙方的經理人合約於该年初屆滿，只剩下合夥關係，但雙方合作夥伴關係惡化。劉德華向天幕公司追討拖欠了他1500萬港元的演員酬金，中建電訊透過旗下附屬公司Noble Trend International Inc.（NTII）入稟高等法院，控告劉德華及他操控的（简称）違約，令中建電訊失去出售一批總值1億5360萬港元股份的機會，向劉德華索取上述巨額賠償。中建電訊更向法院申請禁制令，全面封殺劉德華为其他公司做唱片、接拍影视和廣告等演出机会，等於全面封殺劉的演藝事業，結果禁制令成功，使得劉德華在禁制令生效期間估計損失收入上億元。最終雙方在丽新集团老板林建岳的調停下達成和解協議。

### 承認為乙型肝炎帶原者
2006年8月30日，劉德華以乙型肝炎防治宣傳大使身份到北京友誼醫院探訪兩名乙肝及肝癌病人，並送上新碟鼓勵他們積極面對病魔。其後他到北京人民大會堂出席「2006肝炎防治宣傳教育活動啟動」記者會，宣布將擔任大使兩年，還與林家棟合作拍攝宣傳片，由他填詞的《心肝寶貝》作主題曲。出席記者會期間劉德華坦承少年時驗血後得知自己也是乙肝帶原者，當時醫生指他還年輕，沒有大礙，他說：「預防勝於治療，這個病患癌比率較高，所以我年年都做身體檢查，不過我不太擔心，沒甚影響。」

### 杨丽娟事件
发生于2007年3月的杨丽娟父亲杨勤冀跳海自杀事件曾轰动一时。杨丽娟本是甘肃兰州人，后于1994年迷上了刘德华，此后便沉溺于想见刘德华之中。其父母为达成女儿心愿倾家荡产，父亲还曾卖过肾，并于2007年筹募旅费到香港终于见到刘德华；然而，当3月25日杨丽娟在歌迷会上已如愿见到刘德华並合影後，她却并不满足于只与刘德华合影纪念。次日凌晨，杨父在香港跳海自杀，留下的遗愿只是希望刘德华再单独见女儿一面。刘德华曾于2006年在媒体上斥责杨丽娟让父卖肾是“不忠不孝”，事后对杨父的死感到“伤悲”，他也担心以后再发生其他粉丝的疯狂举动，并找心理医生帮忙。
该事件发生后引起媒体广泛报道和网友的热议，绝大多数人认为杨丽娟的追星行为太激进太过偏执，是导致他父亲自杀的根源。此外也引起许多热议的话题，例如父母对孩子进行家庭教育的重要性，年轻人要理智追星首先要有正常的个人生活，追星要学习偶像的优点等等；而一些媒体为了制造吸引目光的报道曾资助过杨丽娟去见刘德华，则引起了公众对媒体就杨丽娟之前报道的方式和过错责任的反思和指责。

### 勇救歌迷事件
2007年11月13日，平面媒體以劉德華在電影《天若有情》的角色“華Dee（英雄）上身”，來形容劉德華在11月6日成都演唱會中揮拳意圖阻止保安員圍毆一位歌迷的事件。根據報導，一位年轻的男歌迷在突破保安的重重封鎖後來到舞臺前，向劉德華獻花及跟他握手後，該歌迷就被十多名保安包圍及圍毆。劉德華在舞台上大聲喝止保安的粗鲁行为，然而保安人員未理會，於是劉德華立即由高達兩米的高臺跳落地面，為歌迷顺利解圍并护送离开。劉的此举令全场6万多观众感动和喝彩，该事件经过报道后获得许多网民的热烈反响和赞扬。事後劉德華也重申，歌迷應該遵守場內大會的秩序。

### 泰國墜馬事故
2017年1月17日，劉德華在泰國南部的寇立為道地飲品拍攝廣告片時，出意外從馬背上摔了下來，造成盆骨有撕裂傷。當時有數匹馬在場，他所騎的馬忽然失控，將他拋下，被馬蹄踩到腰脊令腰脊骨裂。之后立刻被送去泰國一間醫院治療，因為腰脊受傷，行動不便，必須坐醫療專機回港，再接受香港醫生診治。專機當晚午夜到港，隨即送往養和醫院接受治療。
2017年3月10日，刘德华宣布出院回家，他表示自己很快就能够站起来。同年8月，为电影《侠盗联盟》进行宣传活动而正式复出工作。

### 支持東大嶼山填海工程
2018年，劉德華公開為團結香港基金拍攝影片《讓下一代看見》，片長約三分半鐘，他在影片中支持面積1,700公頃的東大嶼填海工程，指人工島填海「可取」。因此他受到一些人士的批評，並指其身為保育大使卻謀殺生態環境。其後特首林鄭月娥公開表揚劉的支持，對其能夠勇於表達意見感到欽佩，惟對劉被一些人侮辱、人身攻擊感到不公道，稱自己和劉德華都遭到網絡欺凌，認為「光有科技知識而無品德道德的人，如網絡黑客，對社會構成危險。」她並祝願劉的演唱會成功。

### 奥迪广告文案抄袭事件
2022年5月21日，是中国传统节气“小满”，刘德华在其抖音账号、一汽奥迪在各官方渠道发布了由刘德华主演的视频广告《人生小满》，该视频引发大量关注和转发。当晚，抖音账号“北大满哥”发表视频，称该广告视频涉嫌抄袭他在2021年5月21日的一条视频文案。5月22日，奥迪发布声明称该视频由创意代理公司M&CSaatchi提报并执行，因监管不力、审核不严向刘德华和“北大满哥”道歉并下架广告视频。数小时后，广告创意代理方上思广告声明称视频文案确实抄袭了“北大满哥”的“小满”视频中的文案内容，并向“满哥”道歉；不过有媒体报道显示，拍摄此广告的导演彭杨军还有其他作品涉嫌抄袭（比如2021年8月为BMW8系x良仓制作的创意广告）。同日下午，刘德华在官方后援会华仔天地发文表示：“对原创我是百分百的尊重，今次事件，对于广告团队在创作过程中出现的问题，以及对满哥造成的困扰，我个人深感遗憾。Audi和广告公司现正认真处理中。”5月25日“满哥”表示，两个公司的负责人向他进行了当面道歉，他愿意接受这份道歉。并称三方已达成协议，他将免费授权让广告使用文案。

### 策划艺术展
2023年8月25日至9月9日，由映艺文化娱乐有限公司主办，刘德华首次和五位当代艺术家合作，在香港西九文化区自由空间举办《1/X刘德华的艺术空间》。展览分为八大展区，其中三件由他独立创作，五件作品和艺术家合作完成，主题都与他的电影作品或演艺生涯相关。作品有：独立艺术作品禅绕画，与艺术团体STICKYLINE（由黎意雄和梁子程组成）合作的受电影《大只佬》启发的几何纸雕《心 Because》，与许倬尔合作的灵感来自电影《天若有情》的晶体装置艺术《沿途有你 all along with》，与黄玉龙合作的雕塑艺术及巨型充气装置《从心开始Be You》，与林于思合作的水墨画及书法《从心Be There》；还有刘德华和女儿Hanna共同创作的展区——《念Honey》ANDY&HANNA，主要展示父女二人创作的油画作品，以及2007年刘德华创作的黑白仔模型，刘称“去年我们有机会长时间在家里相处，正好学校布置了一些艺术课的作业，我就跟她在家里一起画画”，他认为女儿有绘画的天赋，曾带女儿跟名师学画画。
刘德华表示举行艺术展是埋藏在他心中很久的种子，他和年轻艺术家们为此准备了6个月，从与艺术家的合作中获益良多，“我可能不会有很大的突破，只是觉得应该做出些改变，让大家发现我的另一面”，“这次艺术的交流过程，我更像是一个学生，但我希望能变成一个摆渡人，把他们的艺术跟大家连接起来”。刘德华因首次涉獵藝術界、策展出成功的作品展被LINE TODAY HK授予“金棕熊奖”。

### 現身啟德體育園開幕典禮
啟德體育園於2025年3月1日正式開幕，劉德華在開幕典禮尾聲中壓軸現身。雖然他沒表演，但他以「老街坊」身份細數自己與啟德的淵源（參見早年生平），并表示很高興見到啟德體育園開幕。最後劉德華與負責項目的工程團隊將記錄啟德有關的資料放入時間囊，作為城市記憶檔案封存。

## 公益活動
劉德華笃信佛教、热心公益事业，如为1991年华东水灾、1999年台灣921大地震、2001年内蒙古雪灾、2004年印度洋海啸、2008年汶川大地震、2009年台湾八八水灾、2010年青海玉树地震、2011年東日本大震災等举办的各类慈善演出和募捐活动都能看到他积极投入的身影。他也曾先后担任多个组织单位的公益活动大使，并拍摄了不少公益宣傳片，如“愛在陽光下—預防艾滋病”公益宣傳片、“愛盲行動”公益宣傳片和“中國產品質量電子監管網”公益宣傳片等等。
他本人于1994年成立了「劉德華慈善基金有限公司」，旨在支持弱勢社群及幫助有需要的人士。而他对残疾人也非常关心，自从1992年巴塞罗那残奥会后，他每年都会拿出10万元港币资助香港残障运动员，他也因此与香港“痉挛飞人”、三届残奥会金牌得主苏桦伟保持着很好的私人关系。2007年励志歌曲《Everyone Is NO.1》的MV是他个人出资150万港币花3天时间辛苦拍摄的，以此来激励更多伤残人士勇敢生活和拼搏。他对残障运动员的付出也让他于2010年4月当选「中国残疾人福利基金会」理事及副理事长，而在2011年6月则再次被推选为该基金会副理事长，2013年12月他又当选为「香港残疾人奥委会暨伤残人士体育协会」副会长。
| 年份        | 担任大使 |
| ----------- | --- |
| 2001年      | 世界傑出華人基金會“中華文化大使”                                                                                           |
| 2002年      | 四川省慈善大使 都江堰旅游形象大使                                                                                          |
| 2004年      | 香港懲教署“更生大使” |
| 2005年      | 中國電影百年形象大使 |
| 2006年      | 中國肝炎防治基金會乙肝防治宣傳大使（拍摄有乙肝防治公益宣傳片） 香港救治老年人、兒童護眼“光明大使” 中國殘疾人聯合會愛心大使 |
| 2006-2012年 | 香港海洋公園保育基金保育大使                                                                                               |
| 2008年      | 北京殘奧会中國代表團愛心大使（拍摄有殘奧會公益宣傳片） “愛心呵護陽光行動”愛心大使                                          |
| 2010年      | 上海世博会親善大使 |
| 2012年      | 伦敦殘奧会中國代表團愛心大使                                                                                               |

## 演出作品
刘德华至今一共参演了20多部电视剧（其中主演11部）和超过160部电影（其中主演120多部），自1991年至今一共投资了30多部电影和两部电视剧（《方谬神探》和《東方華爾街》）。1982年首次主演电视剧《猎鹰》，最後一部主演电视剧是1987年的《天狼劫》。刘德华出演的首部電影是吳小雲執導的《彩雲曲》。第一部担任重要角色的电影是1982年許鞍華執導的《投奔怒海》，第一部担任主演的作品是1983年霍耀良执导的《毁灭号地车》。1988年的《旺角卡门》使其首次获得香港电影金像奖最佳男主角提名。1989年有14部电影上映，是其参演作品最多的一年。1997年投资并监制的独立电影《香港製造》成为香港电影金像奖最佳电影。凭借1999年的《暗战》首次赢得香港电影金像奖最佳男主角奖。2000年李仁港执导的《阿虎》是刘德华的第100部电影。2004年刘德华先后凭借《大只佬》和《无间道3》分别在香港金像奖和金马奖上获得最佳男主角奖。2011年作品《桃姐》让刘德华同时成为金马奖和香港金像奖的双料影帝。2013年杜琪峰导演的《盲探》为刘德华首次夺得国际影展影帝荣誉。2014年、2018年和2022年没有一部主演作品上映（2014年仅客串了《金鸡SSS》），为其历年来作品最少的年份。最新主演作品為2024年11月上映的香港灾难片《焚城》。

## 音樂作品
1985年至今刘德华一共发行粤语专辑25张，国语专辑20张，其他唱片（不包括纯粹的精选集）10张，若包括精选集、演唱会专辑和电影原声大碟等各类唱片在内，总计超过100张。历年主要专辑如下：
| 粵語專輯 - 《只知道此刻愛你》（1985年5月29日） - 《情感的禁區》（1987年4月21日） - 《回到你身邊》（1988年6月8日） - 《共你傷心過》（1989年5月23日） - 《可不可以》（1990年5月22日） - 《再會了》（1990年12月19日） - 《愛不完》（1991年6月） - 《一起走過的日子》（1991年9月） - 《不可不信缘》（1991年12月） - 《愛的空間》（1992年7月12日） - 《真我的風采》（1992年12月） - 《答案就是你》（1993年7月8日） - 《爱意》（1993年12月23日） - 《五時三十分》（1994年8月18日） - 《Memories》（1995年4月28日） - 《情未鳥》（1995年12月15日） - 《在乎您》（1996年8月） - 《真生命》（1997年9月） - 《你是我的女人》（1998年7月3日） - 《愛無知》（1999年11月） - 《心藍》（2000年12月） - 《如果有一天》（2003年6月5日） - 《Coffee or Tea》（2004年8月18日） - 《聲音》（2006年9月1日） - 《希望·愛》（2009年2月13日） | 國語專輯 - 《回到你身邊&法內情》（1989年3月） - 《愛的連線》（1989年10月26日） - 《如果妳是我的傳說》（1990年5月） - 《我和我追逐的夢》（1991年3月28日） - 《來生緣》（1991年12月9日） - 《謝謝你的愛》（1992年7月22日） - 《真情難收》（1993年3月25日） - 《一生一次》（1993年9月2日） - 《忘情水》（1994年4月30日） - 《天意》（1994年11月16日） - 《真永遠》（1995年8月25日） - 《相思成灾》（1996年5月） - 《因為愛》（1996年11月） - 《愛如此神奇》（1997年4月） - 《愛在刻骨銘心時》（1997年12月） - 《人間愛》（1999年5月） - 《男人的愛》（2000年8月） - 《天開了》（2001年6月15日） - 《美麗的一天》（2002年7月11日） - 《再說一次我愛你》（2005年8月4日） - 《一隻牛的異想世界》（2007年7月18日） | 其他專輯 - 《再一次擁抱》（1996年2月） - 《笨小孩精选》（1998年11月） - 《回家真好新曲 + 精选》（1999年2月） - 《Just For You》（2000年5月20日） - 《夏日Fiesta》（2001年8月17日） - 《繼續談情》（2005年12月13日） - 《Everyone is No. 1》（2007年12月5日） - 《長途伴侶》（2009年7月24日） - 《忘不了的》（2010年10月13日） - 《演·唱》（2020年12月15日） |

## 榮譽與形象
作为演员和制片人，劉德華囊括的表演獎項包括香港電影金像獎、台湾金马奖、香港電影金紫荊獎、香港電影評論學會大獎、華語電影傳媒大獎、演藝動力大獎和华表奖最佳男演员奖，他也是中國電影百年百位優秀演員、釜山國際電影節亞洲最有貢獻電影人大獎和華語電影傳媒大獎年度傑出電影人得主；作为歌手和填词人，劉德華获得了诸如十大勁歌金曲獎、十大中文金曲獎、新城勁爆頒獎禮、新城國語力頒獎禮、叱吒樂壇流行榜、全球華語音樂榜中榜、全球華語歌曲排行榜和IFPI香港唱片銷量大獎等许多奖杯的肯定，為至今獲獎最多的香港男歌手。身为艺人和公众名人，他集香港十大杰出青年、世界十大杰出青年、香港演藝學院榮譽院士、香港特別行政區政府太平紳士、《福布斯》2011中國名人榜第一名、星岛新闻集团文化演艺组2011杰出领袖、香港回归十五周年功勋人物、香港树仁大学荣誉文学博士等许多名誉头衔于一身。
尽管刘德华在影视和歌唱事业上都取得了很好的成绩，不过一路走来他也受到过不少挫折和批评。他既投资制作了如《香港制造》、《阿虎》、《疯狂的石头》、《打擂台》和《桃姐》等多部佳作，也曾因《战神传说》、《天与地》和《1/2次同床》等多部作品累计亏损了许多钱并因此借债。一方面他主演了许多电影，曾长期被一些人认为是个靠帅气走红的“偶像派”，尤其在2000年凭《暗战》获得香港金像奖最佳男主角以前演技受到很大质疑，此后他的演出越来越获得广泛的肯定和认同。他的许多电影质量参差不一，既有卖座的佳片如《无间道》和《瘦身男女》，也有口碑很差的作品，如2013年的《天机：富春山居图》让人质疑他“接片没有底线”，他对此坦诚有时候“高估了自己眼光”，而杜琪峰则称这是刘不够自私、太讲人情造成的结果。刘德华在乐坛初期发展很不顺利，曾因唱功差被前辈谭咏麟劝说离开歌坛，后来靠磨练自己的唱功演唱出了许多经典歌曲。
刘德华对事业的投入和收获，对朋友、家人和粉丝的亲密态度，他与媒体所保持的良好关系以及他在人际交往中留下的好口碑，一直以来都让刘德华以勤奋努力、健康向上、全能艺人等正面形象著称，不过2009年8月当刘德华与朱丽蒨的结婚事实被曝光后，刘德华曾因之前的否认说法而被一些人批评为“大话天王”。刘德华是在影视歌三个领域都取得成功的为数不多的一个艺人，在华语地区乃至亚洲有很高的知名度和影响力，并被公认为华语娱乐圈的“常青树”。出生于普通阶层的刘德华凭个人努力成为“大众偶像”和年轻人学习的楷模，更被港人誉为“民间特首”，以及香港青少年学生心目中的头号奋斗目标。
2018年楊光宇先生以劉德華（Lautakwah）命名55381號小行星，表揚他為粵語流行音樂做出了巨大貢獻。

## 相關书籍
- 史文鴻《劉德華的大眾文化形象》（收錄於《閱讀香港普及文化1970-2000》，牛津大學出版社，2002，ISBN 978-0-19-593753-4）
- 馮應謙《劉德華、民族主義與流行文化》（收錄於《香港流行音樂文化：文化研究讀本》，麥穗出版，2004，ISBN 988-97490-2-5）[388]

## 外部連結
- 華仔天地官方網站 （页面存档备份，存于）
- 劉德華的官方抖音號 （页面存档备份，存于）
- 映藝控股有限公司 （页面存档备份，存于）
- 映藝娛樂有限公司 （页面存档备份，存于）
- 夢造者娛樂有限公司 （页面存档备份，存于）
- 在AllMovie上劉德華的頁面（英文）
- 劉德華在香港影庫上的簡介
- 劉德華在互联网电影资料库（IMDb）上的資料（英文）
- 劉德華在时光网上的簡介（简体中文）
- 劉德華在豆瓣上的资料（简体中文）
- 華文影史庫 劉德華 簡介 （页面存档备份，存于）